# Attila Abonyi
Attila Abonyi (Budapeste, 16 de agosto de 1946 – Coffs Harbour, 6 de julho de 2023) foi um futebolista húngaro naturalizado australiano que atuava como atacante.

## Carreira
Abonyi competiu na Copa do Mundo FIFA de 1974, sediada na Alemanha Ocidental, na qual a Austrália terminou na décima quarta colocação dentre os 16 participantes.